# Congolese onafhankelijkheidstoespraak van koning Boudewijn

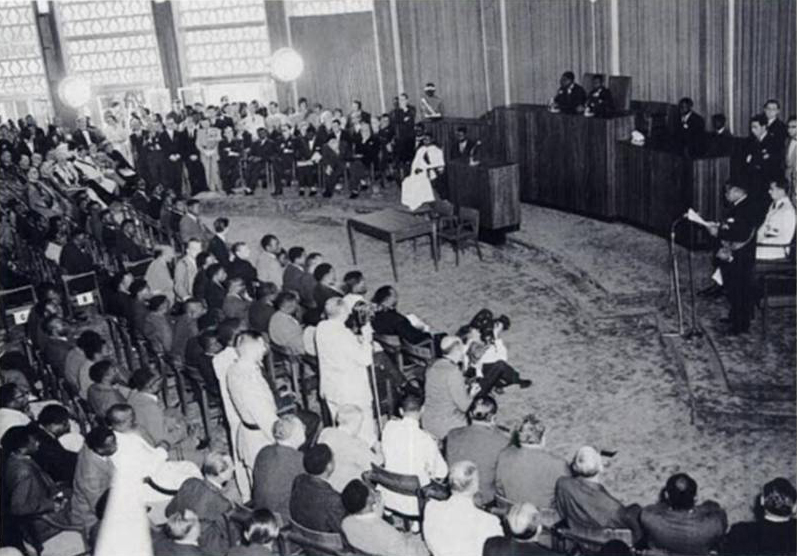
De ceremonie voor de proclamatie van de onafhankelijkheid van Congo

De Congolese onafhankelijkheidstoespraak was een toespraak door koning Boudewijn op 30 juni 1960 tijdens de ceremonie voor de onafhankelijkheid van de Republiek Congo (de hedendaagse Democratische Republiek Congo). Het was de dag waarop België de macht over zijn Congolese kolonie opgaf.
Koning Boudewijn, de laatste koning van Belgisch Congo, hield de toespraak in het Palais de la Nation in Leopoldstad. De ceremonie was bedoeld om het einde van de Belgische overheersing te markeren en werd bijgewoond door zowel Congolese als Belgische hoogwaardigheidsbekleders, waaronder de eerste minister van België Gaston Eyskens, de eerste president van Congo Joseph Kasavubu en de eerste minister van Congo Patrice Lumumba. Die laatste kon Boudewijns lofzang op het Belgische kolonialisme en op Leopold II niet appreciëren, en nam onvoorzien zelf het woord om de koloniale wandaden te benoemen. Dit viel zeer slecht bij Boudewijn en was de opmaat voor het ontsporen van de Republiek Congo in de maanden die volgden.
Belgisch-Congo · 
Belgisch-Congo in de Tweede Wereldoorlog · 
Leopoldstad-rellen · 
Belgo-Congolese rondetafelconferentie · 
Algemene verkiezingen van 1960 · 
Congolese onafhankelijkheidstoespraak · 
Congo-Leopoldstad ·
Regering Lumumba